# Photomuseum
El Photomuseum o Museo de la Fotografía y el Cine de Zarauz (en euskera Argazki & Zinema Museoa Zarautz) es un museo situado en el municipio guipuzcoano de Zarauz, en España. Fue inaugurado en septiembre de 1993 y reformado en noviembre de 2005. Está ubicado en el edificio Villa Manuela. El museo cuenta con una exposición permanente sobre fotografía y cine. El Photomuseum es propiedad de la Fundación Museo Vasco de Fotografía (Argazki Euskal Museoa Fundazioaren).

## Estructura
El Photomuseum se estructura en 5 plantas:
- Planta 4. Prefotografía
- Planta 3. Historia de la técnica fotográfica
- Planta 2. Géneros fotográficos
- Planta 1. Usos fotográficos y el cinematógrafo
- Planta 0. Entrada y exposiciones temporales

La zona de administración, biblioteca y sala de lectura se encuentra en la planta superior.